# 第プロ
合同会社第プロ（だいぷろ）はWEB製作、イベント企画、オリジナルグッズ製作・販売などを中心とした事業を行う日本の企業である。代表は立川流落語家の立川こしら。

## 所在地・連絡先
- 〒162-0808 東京都新宿区天神町67-8天神ビル402

## 概要
- 2009年1月より月1回の立川こしら落語独演会「こしらの集い」スタート

## 事業内容
- 立川こしらの落語家としての公演、ラジオ出演など
- インターネットコンテンツの制作
- イベント企画・運営
- インターネットでの映像・音声配信システムを利用した番組制作・サイト構築
- オリジナルグッズの制作・販売

## 特徴
業務内容にはネタ的なものも含まれているが、クリエイティブ集団として代表の立川こしらの落語会やラジオ番組出演をはじめとして、演劇やコンテンツ系のコンテストなどにも出場している。